# William H. Hastie
William Henry Hastie Jr. (Knoxville, 17 de novembro de 1904 – East Norriton, 14 de abril de 1976) foi um advogado, juiz, educador e servidor público dos Estados Unidos que trabalhou para garantir os direitos civis dos afro-americanos. Ele foi o primeiro negro a servir como Governador das Ilhas Virgens Americanas, e também como juiz federal. Ele atuou como juiz federal no Terceiro Circuito de Cortes de Apelação e anteriormente trabalhou como juiz distrital na Corte Distrital das Ilhas Virgens.